# The Famous Grouse

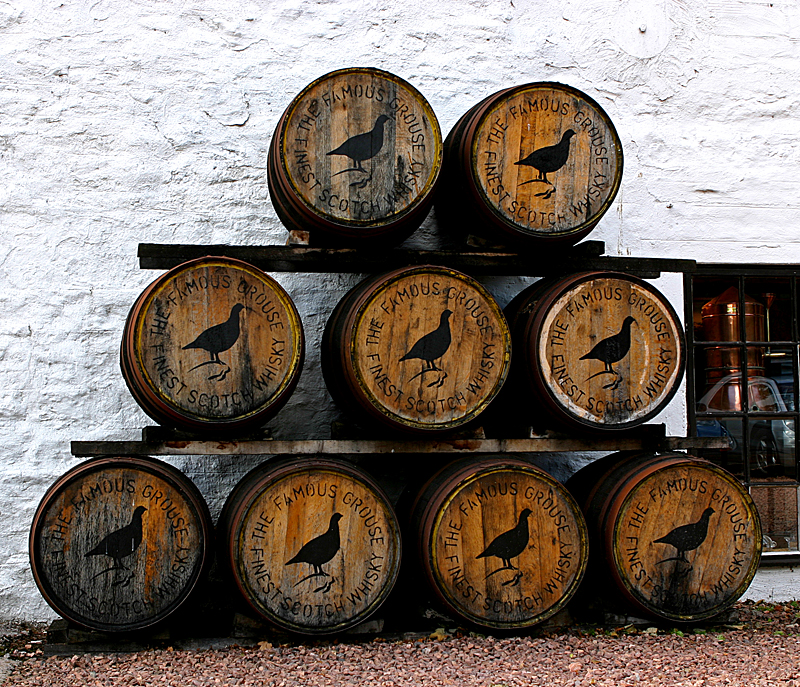
Barili di The Famous Grouse

The Famous Grouse è una marca di whisky scozzese (blended whisky), la cui produzione iniziò con la Matthew Gloag & Son Ltd nel 1897 e prosegue attualmente ad opera del The Edrington Group  e di William Grant & Sons (proprietari delle Highland Distillers). Due dei whisky al malto usati per realizzarlo sono l'Highland Park Single Malt e il Macallan Single Malt. Le botti in cui il Famous Grouse riposa (fino a un massimo di sei mesi) sono in legno di quercia spagnola o americana. Il prodotto finale deve superare 8735 controlli di qualità.

## Storia

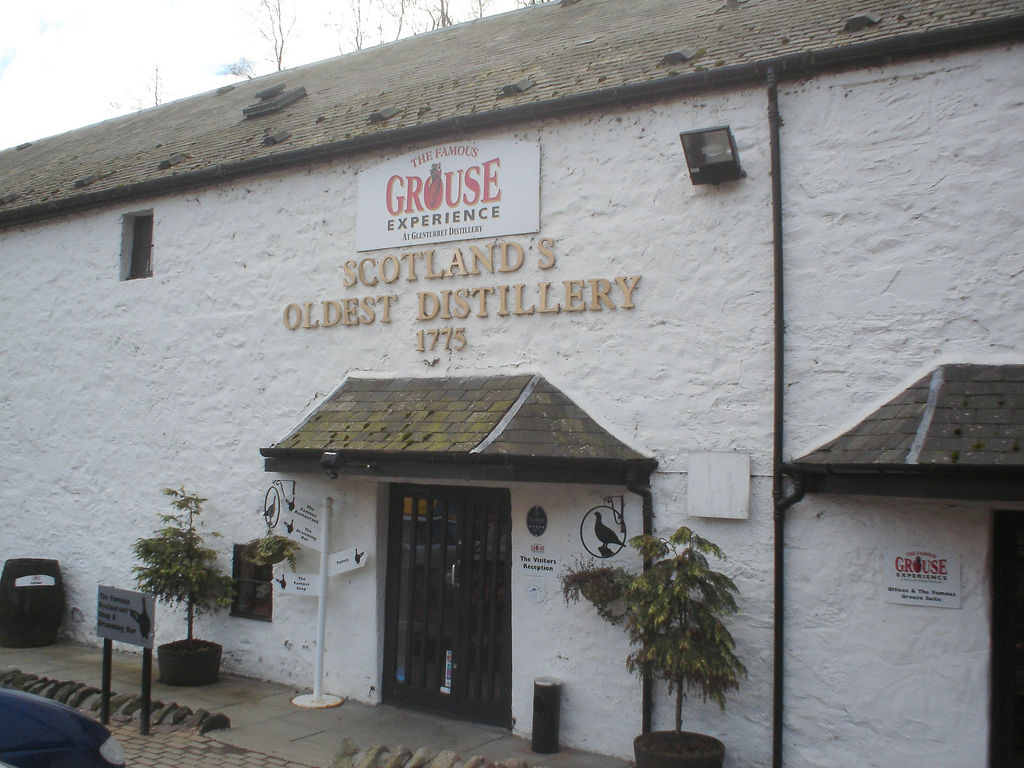
La distilleria Glenturret

Matthew Gloag faceva il droghiere e venditore di vino a Perth (Scozia). Egli acquistava whisky dalle distillerie sparse per la Scozia, e quando la regina Vittoria visitò Perth nel 1842, fu invitato a fornire i vini per il banchetto reale.
Nel 1860 suo figlio William si mise al timone della compagnia e cominciò a produrre whisky "blended". Nel 1896 suo figlio Matthew (stesso nome del nonno) gli successe e creò la "miscela" The Grouse Brand, che due anni dopo fu ribattezzata The Famous Grouse (grouse significa pernice ed è il simbolo del logo della ditta). Nel 1970 la compagnia Matthew Gloag & Son Ltd., ancora a conduzione familiare, fu venduta alla Highland Distillers dopo la morte del presidente, Matthew Frederick Gloag.
Attualmente il whisky viene prodotto a Crieff (Perthshire), nella più antica distilleria scozzese ancora in funzione, Glenturret. Fondata nel 1775, è la distilleria più visitata del mondo in quanto costituisce un'importante attrazione turistica scozzese.

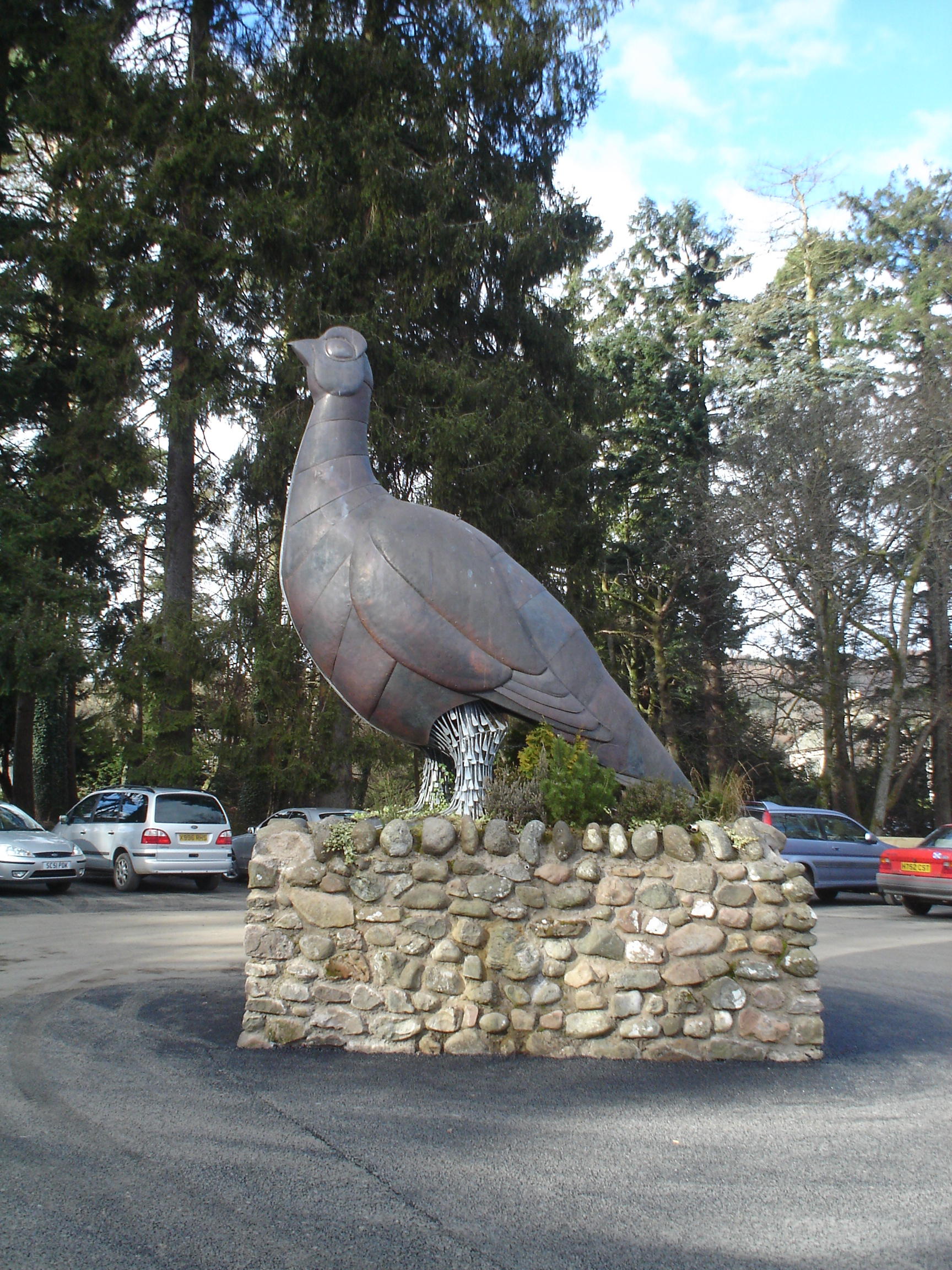
Il "simbolo" di The Famous Grouse

The Famous Grouse è il whisky più venduto in Scozia. È reclamizzato da spot televisivi che hanno come protagonista Gilbert, la pernice bianca di Scozia raffigurata nell'etichetta, che prende il nome dal creatore della prima palla da rugby (1842), James Gilbert.
È stato sponsor della nazionale di rugby scozzese dal 1990 al 2007; quando si doveva giocare in Francia, ne venivano riprodotte solo le iniziali.